# ألان هيس
ألان هيس (بالإنجليزية: Alan Hess)‏ هو مهندس معماري أمريكي، ولد في 1952.